# H2미디어의 음반
이 문서는 H2미디어에서 발매한 음반 목록이다.

## 2010년대
- 2011년 7월 29일 환희 - Hwanhee
- 2011년 10월 28일 마이네임 - [Digital Single] Message
- 2012년 1월 16일 환희 - 빠담빠담 OST Part.3[1]
- 2012년 6월 1일 마이네임 - MYNAME 1st Single
- 2012년 7월 25일 마이네임 - Message (Japanese Ver.)[2]
- 2012년 10월 9일 환희 - 스타,빛나는 사랑 OST[3]
- 2012년 11월 21일 마이네임 - What's Up
- 2013년 1월 25일 마이네임 - MYNAME 2nd Single
- 2013년 3월 26일 마이네임 - Five Stars
- 2013년 5월 28일 마이네임 - We Are MYNAME
- 2013년 7월 4일 마이네임 - MYNAME 1ST MINI ALBUM[4]
- 2013년 10월 11일 마이네임 - MYNAME 3rd Single
- 2013년 11월 20일 마이네임 - Shirayuki
- 2013년 12월 4일 환희 - 예쁜남자 OST Part.3[5]
- 2014년 5월 20일 플라이 투 더 스카이 - Continuum
- 2014년 10월 1일 플라이 투 더 스카이 - Back In Time
- 2015년 2월 12일 마이네임 - MYNAME 2ND MINI ALBUM
- 2015년 4월 22일 환희 - 오렌지 마말레이드 OST Part.1
- 2015년 5월 13일 마이네임 - MYNAME 4TH SINGLE ALBUM
- 2015년 9월 14일 플라이 투 더 스카이 - Love & Hate
- 2015년 12월 8일 플라이 투 더 스카이 - [Digital Single] 겨울이야기[6]
- 2016년 1월 30일 마이네임 - I AM 27
- 2016년 8월 5일 환희 - 함부로 애틋하게 OST Part.10
- 2016년 12월 7일 마이네임 - Alive~Always In Your Heart
- 2017년 3월 17일 환희 - [Digital Single] 그래
- 2017년 6월 14일 환희 - 군주 - 가면의 주인 OST Part.9
- 2017년 10월 13일 마이네임 - [Digital Single] THE UNI+ 마이턴 (My turn)[7]
- 2017년 10월 20일 마이네임 - [Digital Single] THE UNI+ 빛 (Last One)[8]
- 2017년 11월 15일 플라이 투 더 스카이 - 너의 계절
- 2018년 1월 4일 환희 - 2018戀歌(연가),1월의 일기 `새벽감성`
- 2018년 1월 14일 준Q, 세용 - [Digital Single] THE UNI+ B STEP 1
- 2018년 1월 30일 환희 - [Digital Single] Everything[9]
- 2018년 2월 10일 세용 - [Digital Single] THE UNI+ FINAL
- 2018년 5월 22일 환희 - [Digital Single] 뻔해
- 2018년 11월 13일 플라이 투 더 스카이 - I
- 2019년 10월 17일 플라이 투 더 스카이 - Fly High
- 2019년 11월 8일 준Q - [Digital Single] 휘파람